# Spodiopogon velutinus
Spodiopogon velutinus är en gräsart som beskrevs av Richard Eric Holttum. Spodiopogon velutinus ingår i släktet Spodiopogon och familjen gräs. Inga underarter finns listade i Catalogue of Life.